# 1920
1920(천구백이십)은 1919보다 크고 1921보다 작은 자연수다.

## 수학
- 합성수로, 그 약수는 총 32개다. (1, 2, 3, 4, 5, 6, 8, 10, 12, 15, 16, 20, 24, 30, 32, 40, 48, 60, 64, 80, 96, 120, 128, 160, 192, 240, 320, 384, 480, 640, 960, 1920)
  - 1920의 진약수의 합은 4200이므로, 1920은 과잉수다.
- 20번째 십이각수다. 앞의 십이각수는 1729, 다음은 2121이다.
- {\displaystyle 1920=4\times 6\times 8\times 10}
  - 연속하는 네 짝수의 곱으로 나타낼 수 있으며, 이 성질을 지닌 앞의 수는 384, 다음 수는 5760이다.
- {\displaystyle 1920=8^{2}+16^{2}+40^{2}}
  - 서로 다른 세 자연수의 제곱합으로 나타낼 수 있는 수다.
- {\displaystyle 31^{4}-1}은 1920으로 나누어떨어진다.
- 정1920각형은 작도할 수 있다.

## 과학·기술
- NGC 1920: 황새치자리 방향에 있는 전리수소영역.
- 1080p 와이드스크린 해상도의 가로 화소수는 1920픽셀이다.

## 문화유산
- 대한민국의 보물 제1920호: 고창 문수사 목조지장보살좌상 및 시왕상 일괄

## 작품
- 《1920(영어판)》(2008년): 인도의 공포 영화.

## 기타
- 연도: 1920년, 기원전 1920년
- 1920년대

## 같이 보기
- 1000